# Episodi di Rick and Morty (terza stagione)
La terza stagione della serie animata Rick and Morty, composta da 10 episodi, è stata trasmessa negli Stati Uniti da Adult Swim, dal 1º aprile al 1º ottobre 2017. Il primo episodio è uscito, senza preavviso, il 1º aprile 2017, come pesce d'aprile, mentre il resto della stagione è stato trasmesso a partire dal 30 luglio 2017.
In Italia la stagione è stata interamente pubblicata dal servizio di video on demand Netflix, il 5 novembre 2017.
| nº | Titolo originale                        | Titolo italiano                         | Prima TV USA      | Pubblicazione Italia |
| -- | --------------------------------------- | --------------------------------------- | ----------------- | -------------------- |
| 1  | The Rickshank Rickdemption              | Le ali della Rick-libertà               | 1º aprile 2017    | 5 novembre 2017      |
| 2  | Rickmancing the Stone                   | Al Rick-inseguimento della pietra verde | 30 luglio 2017    | 5 novembre 2017      |
| 3  | Pickle Rick                             | Cetriolo Rick                           | 6 agosto 2017     | 5 novembre 2017      |
| 4  | Vindicators 3: The Return of Worldender | Difensori 3: Il ritorno di Finimondo    | 13 agosto 2017    | 5 novembre 2017      |
| 5  | The Whirly Dirly Conspiracy             | La cospirazione del turbine vorticoso   | 20 agosto 2017    | 5 novembre 2017      |
| 6  | Rest and Ricklaxation                   | Rickposo e tranquillità                 | 27 agosto 2017    | 5 novembre 2017      |
| 7  | The Ricklantis Mixup                    | A Ricklantide                           | 10 settembre 2017 | 5 novembre 2017      |
| 8  | Morty’s Mind Blowers                    | Gli spappamente di Morty                | 17 settembre 2017 | 5 novembre 2017      |
| 9  | The ABC's of Beth                       | L'ABC di Beth                           | 24 settembre 2017 | 5 novembre 2017      |
| 10 | The Rickchurian Mortydate               | Il Rickchurian Mortydate                | 1º ottobre 2017   | 5 novembre 2017      |

## Le ali della Rick-libertà
- Titolo originale: The Rickshank Rickdemption
- Diretto da: Juan Meza-Leon
- Scritto da: Mike McMahan

### Trama
Mentre Rick si trova in prigione, la Federazione galattica ha colonizzato la Terra. Summer, determinata a salvare Rick, riesuma il cadavere della versione alternativa di Rick, sepolto nel cortile, e recupera la sua pistola spara portali. Morty però, per mostrare alla sorella di cosa è realmente capace il nonno Rick, imposta come destinazione della pistola l'universo Cronenberg, dove vengono tuttavia subito catturati dalle versioni alternative sopravvissute di Beth, Jerry e Summer. Successivamente i due vengono rintracciati e poi catturati nuovamente da una squadra di Rick, inviata dal Consiglio dei Rick. Il Consiglio, infatti, sapendo Rick in prigione, vuole assassinarlo, prima che possa rivelare i suoi segreti alla Federazione. Nel frattempo la Federazione entra nella mente di Rick per scoprire i suoi segreti e finge di offrirgli la libertà, in cambio della sua formula di viaggio interdimensionale, ma Rick riesce a fuggire, prima anche che possa arrivare la squadra dei Rick. Rick uccide così la squadra e torna poi al Consiglio. Qui Rick salva i suoi nipoti e trasporta infine il Consiglio nella prigione federale, inducendo un'enorme battaglia tra i Rick e la Federazione. Rick utilizza la confusione generata per accedere al mainframe della Federazione e rivela che questo era fin dall'inizio il suo piano per distruggere l'economia della Federazione. La Federazione cade così nel caos ed è costretta a lasciare la Terra. Rick può tornare sulla Terra con Morty e Summer, ma Jerry offre a Beth un ultimatum: deve scegliere lui o Rick. Beth, scegliendo suo padre, annuncia che ha intenzione di divorziare da Jerry. Con lo status quo restaurato, Rick spiega a Morty che il suo secondo fine era quello di cacciare sia la Federazione sia Jerry, facendo di se stesso, di fatto, l'unica influenza di sesso maschile di Morty. Nella scena dopo i titoli di coda, Tammy osserva la trasformazione di Persuccello in un cyborg, rinominato Perfenice (Phoenix Person).
- Guest star: Nathan Fillion (Cornvelious Daniel, un agente della Federazione galattica).
- Ascolti USA: telespettatori 680.000[6].

## Al Rick-inseguimento della pietra verde

Morty e Rick.

- Titolo originale: Rickmancing the Stone
- Diretto da: Dominic Polcino
- Scritto da: Jane Becker

### Trama
Rick, insieme ai nipoti Morty e Summer, si trova in una versione post-apocalittica della Terra, dove vengono inseguiti da un gruppo di uomini, noti come gli Stalker della morte. Dopo che Summer uccide il capo di questa gang, Rick nota che il gruppo possiede una preziosa roccia di Isotopo 322, quindi lui e i ragazzi decidono di unirsi alla banda per rubarlo. Qui Summer si innamora del leader degli Stalker, mentre Morty, a causa di un esperimento di Rick, viene dotato di un grosso braccio senziente che conduce il ragazzo alla ricerca dell'uomo che ha sterminato la sua gente, nella sua vita precedente. Intanto, nella realtà, Rick sostituisce i ragazzi e successivamente se stesso con degli androidi, per ingannare Beth. Al suo ritorno nel mondo post-apocalittico, Rick aiuta gli Stalker della morte a utilizzare l'Isotopo per alimentare una nuova civiltà più avanzata. A Summer, diventata ora la fidanzata del capo degli Stalker, non piace come il cambiamento abbia ammorbidito tutta la gang e decide, dopo alcune settimane, di seguire Rick e Morty a casa, dopo che Rick riesce a rubare l'Isotopo. Quest'esperienza aiuta i ragazzi a superare il divorzio dei genitori: Summer si concilia così con il padre Jerry e Morty decide di dover vivere la propria vita.
- Guest star: Tony Hale (Eli, vicino di casa di Summer), Joel McHale (leader degli Stalker).
- Ascolti USA: telespettatori 2.860.000[7].

## Cetriolo Rick
- Titolo originale: Pickle Rick
- Diretto da: Anthony Chun
- Scritto da: Jessica Gao

### Trama
Rick si trasforma in un cetriolo, per evitare la seduta di terapia familiare, ordinata dalla scuola. Tuttavia, prima di andarsene con i ragazzi, Beth prende il siero che avrebbe ritrasformato Rick in umano. Lasciato da solo, a causa di un gatto che lo getta giù dal tavolo, Rick finisce così nelle fogne, dove riesce a manipolare i sistemi nervosi di scarafaggi e ratti, per costruirsi un esoscheletro mobile, con numerose armi incorporate. L'uomo però, per fuggire, si ritrova involontariamente in un'agenzia governativa straniera. Le guardie della base per questo cercano di uccidere Cetriolo Rick, dietro l'ordine del direttore dell'agenzia, ma Rick li uccide tutti. Nello scontro finale, Rick combatte e infine si allea con un prigioniero, di nome Jaguar che lo aiuta a uccidere il capo dell'agenzia e a tornare dalla sua famiglia, giusto in tempo per la seduta psicologica. Dopo che la dottoressa Wong dà la sua diagnosi, nella strada verso casa, Rick si scusa con Beth che usa il siero per ritrasformarlo nuovamente in uomo. Morty e Summer vorrebbero continuare a vedere la dottoressa Wong, ignorati completamente da Beth e Rick. Nella scena dopo i titoli di coda Rick e Morty vengono nuovamente salvati da Jaguar, prima di venire uccisi dal criminale noto come Concerto.
- Guest star: Susan Sarandon (dottoressa Wong), Danny Trejo (Jaguar), Peter Serafinowicz (direttore dell'agenzia).
- Ascolti USA: telespettatori 2.310.000[8].

## Difensori 3: Il ritorno di Finimondo
- Titolo originale: Vindicators 3: The Return of Worldender
- Diretto da: Bryan Newton
- Scritto da: Sarah Carbiener ed Erica Rosbe

### Trama
A causa dell'insistenza di Morty, Rick accetta di aderire ai Vendicatori, un gruppo di supereroi intergalattici, per combattere contro la loro nemesi Finimondo. Rick prova disprezzo per i supereroi, mentre Morty è entusiasta di farne parte. La mattina successiva, i Vendicatori entrano nella base di Finimondo, solo per scoprire che, la notte precedente, Rick da ubriaco lo aveva ucciso e aveva creato una varietà di giochi, in stile Saw - L'enigmista, che i Vendicatori avrebbero dovuto risolvere per sopravvivere. Questi ultimi iniziano però a discutere tra loro, morendo uno alla volta, nel tentativo di fuggire o uccidendosi l'un l'altro, mentre Morty risolve tutti i giochi, in quanto conosce Rick quando è ubriaco. Dopo che tutti i puzzle sono stati risolti, gli unici rimasti in vita sono Rick, Morty e Supernova. Supernova cerca di uccidere Rick e Morty, ma prima che possa farlo, i tre vengono trasportati a una festa che Rick aveva messo a punto la notte prima e la donna decide di fuggire.
- Guest star: Christian Slater (Vance Maximus), Gillian Jacobs (Supernova), Logic (se stesso), Lance Reddick (Alan Rotaia).
- Ascolti USA: telespettatori 2.660.000[9].

## La cospirazione del turbine vorticoso
- Titolo originale: The Whirly Dirly Conspiracy
- Diretto da: Juan Meza-León
- Scritto da: Ryan Ridley

### Trama
Su richiesta di Morty, Rick decide di portare all'avventura Jerry, in modo da accrescere la sua autostima. I due vanno così in visita a un resort in un altro mondo che si trova all'interno di un campo di immortalità, nel quale nessuno può essere ucciso o ferito. Qui Jerry incontra Risotto Groupon, un alieno che accusa Rick per l'usurpazione del suo regno. Risotto convince Jerry a partecipare a un complotto per uccidere Rick, ma Jerry, all'ultimo, decide di salvare Rick, dopo che questo si scusa di aver rovinato il suo matrimonio. Nel frattempo anche Summer si occupa di questioni di autostima. Il suo ragazzo, Ethan, la lascia per una fidanzata col seno più grande e Summer decide perciò di allargare il proprio, usando uno dei dispositivi di Rick. Il suo piano tuttavia fallisce miseramente e Summer diventa di dimensioni titaniche. Morty vuole chiamare Rick per l'assistenza, ma Beth rifiuta. La donna, arrogante, cercando di dimostrare la propria autostima, peggiora però solamente la sua situazione. Una volta che Morty scopre come funziona la macchina, riporta la sorella Summer alla normalità, dopo che Beth ha fatto pace con la figlia, e utilizza il macchinario per deformare Ethan, in un atto di vendetta.
- Ascolti USA: telespettatori 2.290.000[10].

## Rickposo e tranquillità
- Titolo originale: Rest and Ricklaxation
- Diretto da: Anthony Chun
- Scritto da: Tom Kauffman

### Trama
Dopo una lunga avventura spaziale di sei giorni che li lascia sull'orlo del crollo psicologico, Rick e Morty decidono di trascorrere un po' di tempo alle terme di un altro pianeta. Lì utilizzano una macchina che estrae i tratti tossici della propria personalità. Tuttavia, all'insaputa di Rick e Morty, questi tratti vengono trasposti in controparti fisiche tossiche, intrappolate in una bombola. L'estrazione delle due controparti tossiche, rappresentanti l'arroganza di Rick e l'autocommiserazione di Morty, permette al vero Rick di diventare più premuroso nelle sue decisioni e a Morty di aumentare la propria fiducia, iniziando così a frequentare ragazze. Rick Tossico, dopo essere riuscito a fuggire dalla bombola insieme al suo Morty, decide di intossicare tutto il mondo, utilizzando un'enorme torre radio, ma viene fermato dal vero Rick che, avendo capito che la sua parte tossica è realmente legata al nipote Morty, riesce a rifondersi con lei. Morty invece evita di fondersi con la sua controparte tossica e fugge, continuando a vivere come agente di cambio a New York. Rick tuttavia, dopo qualche tempo, riesce a rintracciarlo con l'aiuto di Jessica, preoccupata anch'ella per il ragazzo, e ripristina l'ordine, introducendo nuovamente in Morty i suoi tratti negativi.
- Ascolti USA: telespettatori 2.470.000[11].

## A Ricklantide
- Titolo originale: The Ricklantis Mixup / Tales from the Citadel
- Diretto da: Dominic Polcino
- Scritto da: Dan Guterman e Ryan Ridley

### Trama
Mentre Rick e Morty originali decidono di vivere un'avventura ad Atlantide, la scena si sposta nel mostrare gli avvenimenti che accadono nella nuova Cittadella dei Rick. Qui un gruppo di Morty si reca verso un portale, il quale si dice possa esaudire i loro desideri. Intanto Rick, un poliziotto recluta, comincia a lavorare con un esperto poliziotto Morty, per indagare sulla morte di alcuni Morty. Un altro Rick che lavora presso la fabbrica di wafer Semplice Rick, dove l'ingrediente chiave proviene da un Rick, agganciato a una macchina che riesuma i suoi ricordi migliori, tiene l'azienda in ostaggio, dopo che non ha ottenuto una promozione. Nel mentre si tiene l'elezione per il nuovo presidente della Cittadella: malgrado inizialmente fosse sfavorito, riesce a diventare presidente il candidato del partito dei Morty, riuscito a salvarsi dopo un attentato, organizzato dall'ex direttore della sua campagna presidenziale, il quale aveva scoperto che in realtà lui era il Morty Malvagio, fuggito al termine dell'episodio Incontri ravvicinati del Rick-tipo. Al termine dell'episodio, dopo aver eliminato il suo direttore della campagna, Morty Malvagio tiene un consiglio di Rick, dove uccide tutti i suoi oppositori e decide di istituire un regime dittatoriale. Nella scena dopo i titoli di coda, gli originali Rick e Morty tornano da Atlantide e Morty si domanda cosa stia accadendo alla Cittadella, ma Rick lo rassicura dicendogli che ciò non avrà alcun impatto sulle loro avventure.
- Ascolti USA: telespettatori 2.380.000[12].

## Gli spappamente di Morty
- Titolo originale: Morty’s Mind Blowers
- Diretto da: Bryan Newton
- Scritto da: Mike McMahan, James Siciliano, Ryan Ridley, Dan Guterman, Justin Roiland e Dan Harmon

### Trama
Dopo che Morty chiede a Rick di cancellargli la memoria di una delle sue ultime avventure, Rick mostra al nipote una stanza, in cui ha memorizzato una serie di ricordi rimossi dalla mente di Morty, rinominati spappamente. Qui Morty scopre non solo che sono contenuti tutti i ricordi che lui aveva richiesto di rimuovere perché traumatici, ma anche quelli che gli hanno voluto rimuovere Rick e la sua famiglia. Inizia per questo una lotta tra il nonno e il nipote, dove accidentalmente perdono tutti i loro ricordi. Morty decide perciò di capire cosa stia succedendo, guardando vari spappamente, e, dopo aver compreso la malvagità del nonno, convince Rick a uccidersi. In quel momento però entra nella stanza Summer, la quale applica il piano d'emergenza, organizzato in precedenza da Rick, il quale permette ai due di recuperare i loro ricordi passati, facendo loro dimenticare tutto l'accaduto degli spappamente, trascinando poi Rick e Morty sul divano, davanti alla televisione.
- Ascolti USA: telespettatori 2.510.000[13].

## L'ABC di Beth
- Titolo originale: The ABC's of Beth
- Diretto da: Juan Meza-León
- Scritto da: Mike McMahan

### Trama
Rick e Beth vanno a Frupilandia, un mondo fantasy creato in passato da Rick per la piccola Beth. Il loro obiettivo è quello di recuperare Tommy, amico di infanzia di Beth che, a causa dell'amica, è rimasto intrappolato per molti anni in questo mondo e impedire così l'esecuzione di suo padre, accusato di aver mangiato il figlio. Tommy che è sopravvissuto a tutti questi anni ricorrendo alla bestialità, all'incesto e al cannibalismo, rifiuta però di tornare al mondo reale. Rick e Beth decidono perciò di salvare la vita a suo padre, creando un clone di Tommy, grazie a Beth che, dopo aver compiuto un massacro, riesce a tagliare un dito all'uomo e a procurarsi il suo DNA. Una volta tornata Beth a casa, Rick, dopo averle detto che la ritiene una mente affine alla sua per intelligenza, propone alla figlia di crearle un clone che la sostituisca in casa, in modo che ella possa viaggiare in giro per il mondo. Nel frattempo Jerry presenta ai figli la sua nuova ragazza aliena Kiara, la quale è una cacciatrice. Jerry, capendo che però la donna, per lui, è solamente un ripiego di Beth, decide di lasciarla, incolpando tuttavia i figli della sua scelta. Kiara decide perciò di uccidere Summer e Morty, ma la situazione viene risolta dopo che si scopre che anche lei sta utilizzando Jerry come ripiego per il suo fidanzato.
- Guest star: Thomas Middleditch (Tommy).
- Ascolti USA: telespettatori 2.490.000[14].

## Il Rickchurian Mortydate
- Titolo originale: The Rickchurian Mortydate
- Diretto da: Anthony Chun
- Scritto da: Dan Harmon

### Trama
Il presidente degli Stati Uniti invita Rick e Morty alla Casa Bianca, per sconfiggere un mostro nelle gallerie dell'edificio e i due svolgono il compito loro assegnato con poco sforzo. Infastiditi di non ricevere mai alcuna gratitudine dalla nazione per tutti i lavori da loro svolti, tornano subito a casa, ma vengono subito scoperti dal presidente. Inizia perciò una battaglia tra Rick e il presidente per decidere chi è il più forte e per comprendere chi dei due può fare a meno dell'altro. Al termine dello scontro, vinto da Rick, quest'ultimo decide che non avrebbe più infastidito il presidente se questo lo avesse teletrasportato dalla sua famiglia che si era nascosta da lui, dopo il riavvicinamento di Beth (che crede di essere un clone) e Jerry. Una volta riunitosi ai suoi familiari Rick allieta tutti, confermando che Beth non è un clone. Infine Rick, fingendosi Rick Pescatore, riallaccia i rapporti con il presidente e, vedendo la sua famiglia di nuovo insieme, rimane deluso di questo risultato. Nelle scene dopo i titoli di coda Buchetto per Popò dà appuntamento agli spettatori per la quarta stagione, la quale uscirà, a suo dire, tra molto tempo.
- Guest star: Keith David (presidente degli Stati Uniti).
- Ascolti USA: telespettatori 2.600.000[15].